# 墨尔本大学校友列表
这是一份不完整的墨尔本大学知名校友列表，收录了包括澳大利亚总督、总理等政客，法务人士，商界领袖及诺贝尔奖获得者等其他学者在内的多位杰出校友。

## 政治家

### 澳大利亞總督
- 艾萨克·阿尔弗雷德·艾萨克斯（英语：Isaac Isaacs）爵士，第9任澳大利亚总督、第3任澳大利亞首席大法官
- 理查德·加德纳·卡西（英语：Richard Casey, Baron Casey）男爵，第16任澳大利亚总督
- 泽尔曼·考恩（英语：Zelman Cowen）爵士，第19任澳大利亚总督
- 尼尼安·斯蒂芬爵士，第20任澳大利亚总督、澳大利亞高等法院法官
- 彼得·约翰·霍林沃思，第23任澳大利亚总督

### 维多利亚州總督
- 亨利·温尼克（英语：Henry Winneke）爵士,第21任维多利亚总督
- 理查德·麦加维（英语：Richard McGarvie）,第24任维多利亚总督
- 詹姆斯·戈博（英语：James Gobbo）爵士,第25任维多利亚总督
- 约翰·兰迪,第26任维多利亚总督
- 大卫·德科瑞特瑟（英语：David de Kretser）教授,第27任维多利亚总督
- 阿莱克斯·切尔诺夫（英语：Alex Chernov）,第28任维多利亚总督

### 澳大利亞總理
- 艾尔弗雷德·迪金，第2任澳大利亚总理，推行“澳大利亚联邦化”的领袖。
- 罗伯特·孟席斯，第12任澳大利亚总理
- 哈罗德·霍尔特，第17任澳大利亚总理
- 茱莉娅·吉拉德，第27任澳大利亚总理，澳洲首位女性总理及工党首位女性党魁。

### 澳大利亞副總理
- 吉姆·凯恩斯（英语：Jim Cairns）博士

### 維州州長
- William Shiels，第16任维多利亚州州长
- 威廉·埃尔文（英语：William Irvine (Australian politician)）爵士，第21任维多利亚州州长
- Ian MacFarlan，第35任维多利亚州州长
- Rupert Hamer，第39任维多利亚州州长
- 林赛·汤普森（英语：Lindsay Thompson），第40任维多利亚州州长
- John Cain II，第41任维多利亚州州长
- Joan Kirner，第42任维多利亚州州长
- John Brumby，第45任维多利亚州州长
- Ted Baillieu,第46任维多利亚州州长

### 其他著名政治家
- 雷·格鲁姆（英语：Ray Groom）,塔斯马尼亚州州长
- 林恩·埃里森（英语：Lyn Allison）,前任澳大利亚民主党前任领袖
- 肖恩·斯通（英语：Shane Stone）,前任澳大利亚自由党总裁
- H.B. Higgins,前任联邦总检察长（英语：Attorney-General of Australia）与澳大利亚最高法院法官
- John Alexander Forrest,澳大利亚国会议员
- Bruce Baird,澳大利亚国会下议院议员
- Anna Burke, 澳大利亚国会下议院议员
- Petro Georgiou,澳大利亚国会下议院议员
- Greg Hunt,澳大利亚国会下议院议员
- Robert Wilfred Holt，澳大利亚土地部部长
- John Langmore,澳大利亚国会下议院议员
- William Maloney,澳大利亚国会下议院议员
- Dennis Jensen博士,澳大利亚国会下议院议员
- Nicola Roxon,澳大利亚国会下议院议员与卫生部部长
- 拉夫·威利斯（英语：Ralph Willis）,前任澳大利亚财政部长与澳大利亚国会下议院议员
- David Kemp，前任内阁部长
- Peter McGauran,前任科技部部长
- Andrew Peacock,前任澳大利亚外交部长与财政部长
- 依斯迈·阿都拉曼，马来西亚巫统副主席、前驻美国大使、第二任副首相
- Mustapa Mohamed,前任马来西亚国际贸易与产业部长
- 薛毓麒，中华民国外交官
- 托马斯·皮克林，美国外交官
- Mark Regev,以色列总理发言人
- 苏震西，墨尔本市第102任市长，2006年全球最佳市长，世界华人经济论坛的第一任主席

#### 香港政客
- 吳文遠，香港社会民主连线副主席
- 苏利民 (医院管理局)，香港医院管理局前任行政总裁

#### 第一夫人
- Kirsty Sword Gusmão,东帝汶第一夫人

## 軍事家
- 尼尔·汉密尔顿·费尔利爵士,军医和二战将军
- 埃德蒙·赫林爵士,第二次世界大战将军
- Samuel Burston爵士,军医和二战将军
- Rupert Downes,军医和二战将军
- Edward 'Weary' Dunlop爵士,军医和人道主义者
- Harold Edward 'Pompey' Elliott,警察和第一次世界大战将军
- James Whiteside McCay爵士,政治家和一战将军
- John Monash爵士,著名一战将军
- Kingsley Norris爵士,军医和将军
- Brigadier General William Grant CMG,一战将军

## 法務人士
- Philip Lewis Griffiths,法学家

### 澳大利亞首席大法官
- 艾萨克·阿尔弗雷德·艾萨克斯（英语：Isaac Isaacs）爵士，第3任澳大利亞首席大法官、第9任澳大利亚总督
- 弗兰克·达菲（英语：Frank Gavan Duffy）爵士，第4任澳大利亞首席大法官
- 约翰·莱瑟姆爵士，第5任澳大利亞首席大法官
- 欧文·狄克逊（英语：Owen Dixon）爵士，第6任澳大利亞首席大法官

### 澳大利亞高等法院法官
- Keith Aickin爵士
- Susan Crennan
- Daryl Dawson爵士
- 欧文·狄克逊（英语：Owen Dixon）爵士
- Wilfred Fullagar爵士
- 弗兰克·达菲（英语：Frank Gavan Duffy）爵士
- Kenneth Hayne
- H.B. Higgins
- 艾萨克·阿尔弗雷德·艾萨克斯（英语：Isaac Isaacs）爵士
- Douglas Menzies爵士
- 尼尼安·斯蒂芬爵士

### 澳大利亞聯邦法院首席法官
- Michael Black

### 澳大利亞家事法庭首席法官
- Alastair Bothwick Nicholson

### 維州首席法官
- John Madden爵士
- 威廉·埃尔文（英语：William Irvine (Australian politician)）爵士
- Frederick Mann爵士
- 埃德蒙·赫林爵士
- 亨利·温尼克（英语：Henry Winneke）爵士,第21任维多利亚总督
- John Harber Phillips

### 維州訴訟法院院長
- John Winneke
- Chris Maxwell

## 商界領袖
- 庄敏帼，前任澳洲航空主席
- 利·克利福德（英语：Leigh Clifford），澳洲航空主席
- Charles Goode，澳盛银行前任主席
- Brian Inglis爵士, 安姆科前任主席
- Davis Knott，澳大利亚证券投资委员会前任主席
- Hugh Morgan，澳洲储备银行前任董事会成员
- Elizabeth Proust，墨尔本银行主席
- James Riady，力宝集团主席
- 詹姆斯·格曼（英语：James P. Gorman），摩根士丹利主席兼首席执行官
- Graham Allan，牛奶国际首席运营官
- 邵子力，摩根大通集团中国区主席兼首席执行官
- 彭韬博士，面包旅行（Breadtrip.com）首席执行总裁及创始人

## 學者
- 阿莱克斯·布羅厄斯（英语：Alec Broers, Baron Broers）男爵，曾任IBM首席科學家；劍橋大學納米加工實驗室創立者；英國劍橋大學校長；英國皇家工程院院長
- 饶子和,墨尔本大学生化系生物物理专业博士,前任南开大学校长，中国科学院院士
- 吳清輝,香港浸会大学前任校长
- Peter Karmel,澳大利亚国立大学和弗林德斯大学前任校长
- Arthur Lucas,伦敦大学国王学院校长(1993–2003)
- Greg Craven，澳大利亚天主教大学校长
- Sally Walker,迪肯大学校长
- James Simpson,哈佛大学教授
- Alexander Smits,普林斯顿大学教授
- Michael Roe,历史学家
- Michael Clyne,语言学家
- David Shallcross,化学工程师
- Bella Guerin,澳大利亚的第一个女性大学毕业生

### 物理学家
- 弗尔维奥·梅利亚
- William Sutherland
- Richard Dalitz

### 地理学家
艾伯特·欧内斯特·基特森爵士，1927年莱尔奖章获得者

### 数学家
- Keith Briggs
- Mark S. Joshi

### 工程師
- John Monash
- Anthony Michell
- William Charles Kernot
- Walter Bassett爵士

### 醫生
- 弗兰克·麦克法兰·伯内特爵士, 病毒学/免疫学家，1960年诺贝尔生理学或医学奖得主
- 约翰·卡鲁·埃克尔斯爵士, 神经生理学家，1963年诺贝尔生理学或医学奖得主
- 伊丽莎白·布莱克本, 分子生物学家，2009年诺贝尔生理学或医学奖得主
- Vera Scantlebury Brown
- James Lawson, public health doctor and scientist

### 歷史學家
- Geoffrey Blainey,澳大利亚国宝级名人（英语：Australian Living Treasures）
- Manning Clark
- Alice Garner
- Keith Hancock
- Stuart Macintyre
- A. G. L. Shaw

## 建築師
- 高文安，香港室内设计师
- Barry Patten
- John Denton
- Bill Corker
- Barrington Marshall
- Roy Grounds
- Peter Ho
- John Gollings，建筑摄影师

## 組織領袖
- Waleed Aly
- Jean-Pierre Blais

## 作家
- 吉曼·基尔，学者/记者，著名女权主义者
- Helen Garner
- Jack Hibberd
- Fulvio Melia
- Tanya Ha （页面存档备份，存于）

## 哲學家
- Peter Singer

## 藝術家
- 凯特·布兰切特, 好莱坞星光大道著名演员，奥斯卡奖、金球奖、BAFTA、SAG奖多项得主
- 波蒂亚·德·罗西, 演员
- 袁嘉敏,香港女艺人、2009年度香港小姐最上镜小姐
- 梁雪瑤,香港女艺人、2018年度亞洲小姐競選香港區決賽冠軍

## 詩人
- Chris Wallace-Crabbe, 哈佛大学澳洲研究的客座教授
- Vincent Buckley

## 傳媒界人士
- 朱利安·阿桑奇, 维基解密网站发言人与创始人